# Raionul Korosten (pre-2020), Jîtomîr
Korosten (în ucraineană Коростенський район, transliterat: Korostenskîi raion) este un raion în regiunea Jîtomîr, Ucraina. Reședința sa este orașul regional Korosten, care nu aparține raionului.

## Demografie
Componența lingvistică a raionului Korosten
     Ucraineană (97,83%)
     Rusă (1,7%)
     Alte limbi (0,28%)
Conform recensământului din 2001, majoritatea populației raionului Korosten era vorbitoare de ucraineană (97,83%), existând în minoritate și vorbitori de rusă (1,7%).